# Har du det ligesom mig
Har du det ligesom mig è un singolo promozionale estratto dal quarto album della cantante danese Medina, intitolato For altid. È stato pubblicato il 19 settembre 2011, in concomitanza con l'album, dall'etichetta discografica EMI Music. Il singolo è stato prodotto dalla squadra di produttori Providers. Il singolo è entrato alla trentatreesima posizione della classifica danese.

## Classifiche
| Classifica (2011) | Posizione massima |
| ----------------- | ----------------- |
| Danimarca         | 33                |